# Alok Kanojia
Alok Kanojia, auch bekannt als Dr. K. (* 7. Oktober 1982), ist ein US-amerikanischer Psychiater und Mitbegründer des Unternehmens Healthy Gamer, das sich mit psychischer Gesundheit beschäftigt. Er streamt Interviews auf Twitch, in denen er mit Teilnehmern über Themen der psychischen Gesundheit diskutiert.

## Ausbildung
Während seines Studiums an der University of Texas in Austin wurde Kanojia süchtig nach Videospielen, was zu verpassten Unterrichtsstunden und schlechten Noten führte. Im Alter von 21 Jahren, im Jahr 2003, besuchte er auf Anraten seines Vaters einen Ashram in Indien, um Mönch zu werden. Kanojia verbrachte einen Monat bei dem Ashram, wo seine Lehrer ihm rieten, sein Studium zu beenden, anstatt dem Kloster beizutreten; Er kehrte bis 2010 jeden Sommer zurück.
In Indien studierte Kanojia Yoga und Meditation, die ihm seiner Meinung nach die Selbsterkenntnis und Selbstbeherrschung vermittelten, die er brauchte, um seine Sucht zu kontrollieren und seine Karriere zu retten. Er schloss sein Studium 2007 mit einem Biologiestudium ab und begann 2010 ein Praktikum an der Tufts University School of Medicine.
Kanojia schloss sein Medizinstudium 2014 ab und begann anschließend eine Facharztausbildung am Massachusetts General Hospital (MGH)/McLean Adult Psychiatry Residency Program der Harvard Medical School.

## Karriere
Nach seinem Abschluss stellte Kanojia fest, dass er viele Freunde hatte, die ebenfalls videospielsüchtig waren. Er begann ihnen zu helfen, merkte aber bald, dass er nicht die Zeit hatte, allen zu helfen. Dies veranlasste Kanojia und seine Frau Kruti dazu, ein Startup, Healthy Gamer, zu gründen, um Menschen bei der Überwindung ihrer Sucht zu helfen. Er hat erklärt, dass er überzeugt ist, dass Spielsucht von Therapeuten in der Regel nicht produktiv behandelt wird, und hofft, bessere Unterstützung bieten zu können.
Kanojia begann, Gruppendiskussionen über Gaming und psychische Gesundheit zu veranstalten, und als er feststellte, dass diese für die Teilnehmer wertvoll waren, begann er, auf Twitch zu streamen. Er veranstaltet Live-Interviews hauptsächlich mit anderen beliebten Twitch-Streamern, in denen sie über psychische Probleme diskutieren. Zu den Gästen der Show gehörten Reckful, Asmongold, Mizkif, xQc, Alinity und Pokimane. Kanojia nimmt auch Zuschauer auf, die sich um ein öffentliches Interview in seinen Livestreams bewerben. Vor der Teilnahme an seinen Livestreams unterschreibt jeder Gast eine Einverständniserklärung. Einige Psychologen haben Bedenken geäußert, dass Kanojias Streams trotz des Hinweises, dass es sich nicht um eine Therapie handelt, dennoch als solche wahrgenommen werden können. Kanojias Streams gehören aufgrund seiner hochkarätigen Gäste zu den beliebtesten Kanälen für psychische Gesundheit auf Twitch.
Healthy Gamer, das durch ein Gründerzentrum an der Boston University unterstützt wurde, bildet Coaches aus, die der Gaming-Community nicht-medizinische Beratung und Unterstützung bieten. Die Coaches absolvieren eine 10-wöchige kostenlose Schulung und werden dafür bezahlt, dass sie Einzel- und Gruppensitzungen für zahlende Kunden, in denen sie Ziele und Motivationen der Teilnehmer erforschen und Anleitungen zur Meditation geben können. Die Guides sind keine lizenzierten Mediziner, und Kanojia ermutigt die Teilnehmer, weitere Unterstützung von ausgebildeten Psychiatern oder Therapeuten zu suchen.
Ab Ende 2019 führte Kanojia mehrere öffentliche Interviews mit der Online-Persönlichkeit Byron Bernstein, auch bekannt unter dem Spitznamen Reckful, der während des Livestreams über seine Probleme mit Depressionen, bipolaren Störungen und den Suizid seines Bruders sprach.  Bernstein gab an, dass er sich durch die Interviews mit Kanojia besser fühlte und dass sie ihm halfen, „meine Gedanken über das, was für mein Leben wichtig ist, bestätigt zu hören“. Er gab auch an, dass Kanojia diese Interviews „aus rechtlichen Gründen“ nicht als Therapie bezeichnete und daher beschloss, dass er sie auch nicht als solche bezeichnen sollte. Bernstein verwendete das Wort „Therapie“ im Titel eines seiner Videos mit Kanojia.
Im Juli 2020 starb Bernstein durch Selbstmord. Nach Bernsteins Tod veröffentlichte Kanojia ein einstündiges Video, in dem er über Trauer, Depression und Bernsteins Tod sprach. Während des Livestreams riet er den Zuschauern, professionelle psychologische Hilfe in Anspruch zu nehmen, wenn sie Symptome einer Depression verspürten. Er erklärte in dem Video auch, dass seine Livestreams kein Ersatz für eine Therapie seien. Einige Psychologen und YouTuber kritisierten Kanojia dafür, dass er eine Therapie anbiete. Die Forschungspsychologin und Twitch-Streamerin Rachel Kowert behauptete, dass Kanojias Online-Show „eindeutig eine Therapie“ sei, und äußerte ihre Sorge um die Gesundheit der Gäste seiner Interviews. In einem Video aus dem Jahr 2022 mit dem Titel „Ethics“ (Ethik) beschrieb Kanojia seinen „rigorosen Prozess der informierten Zustimmung“ für die Interviewpartner und behauptete, dass das, was er im Stream macht, „ganz klar keine Therapie“ sei: „Wir haben uns regelmäßig und konsequent, schon bevor wir zum ersten Mal im Stream auftauchten, mit Fachleuten aus der Branche, Psychiatern und Berufsverbänden beraten“ und dass sie „ständig im Dialog mit anderen Berufsverbänden stehen“.

## Publikationen
- Catherine E. Kerr, Jessica R. Shaw, Rachel H. Wasserman, Vanessa W. Chen, Alok Kanojia, Thomas Bayer, John M. Kelley: Tactile acuity in experienced Tai Chi practitioners: evidence for use dependent plasticity as an effect of sensory-attentional training. In: Experimental Brain Research. 188. Jahrgang, Nr. 2, 1. Juni 2008, ISSN 1432-1106, S. 317–322, doi:10.1007/s00221-008-1409-6, PMID 18512052, PMC 2795804 (freier Volltext) – (englisch).
- Alok Kanoja: How to Raise a Healthy Gamer: End Power Struggles, Break Bad Screen Habits, and Transform Your Relationship with Your Kids. Rodale Books, 2024, ISBN 978-0-593-58204-6 (amerikanisches Englisch).